# Poix-de-Picardie
Poix-de-Picardie là một xã ở tỉnh Somme, vùng Hauts-de-France, Pháp. Diện tích là 11,66 km2.
Thị trấn này tọa lạc tại giao lộ của các đường N1 and N29, khoảng 20 dặm Anh về phía tây nam của Amiens.

## Dân số
| 1962                                                           | 1968 | 1975 | 1982 | 1990 | 1999 |
| -------------------------------------------------------------- | ---- | ---- | ---- | ---- | ---- |
| 1470                                                           | 1775 | 2172 | 2267 | 2191 | 2285 |
| Số liệu điều tra dân số từ năm 1962, dân số không tính hai lần |      |      |      |      |      |